# Getreidelaufkäfer
Der Getreidelaufkäfer (Zabrus tenebrioides) ist ein Käfer aus der Familie der Laufkäfer (Carabidae).

## Merkmale
Die 12–16 mm langen schwarzen Käfer sind für einen Laufkäfer ungewöhnlich stark gewölbt und plump. Der Hinterrand des Halsschilds weist einen bräunlichen Schimmer auf. Fühler und Beine sind braun gefärbt. Der Halsschild ist an der Basis breiter als vorne. Die Halsschildseiten sind annähernd parallel. Über die Flügeldecken verlaufen mehrere Punktstreifen. Die Larven erreichen im letzten (dritten) Stadium eine Länge von bis zu 30 mm.

## Verbreitung
Die Art ist in der westlichen Paläarktis heimisch. Sie ist in Europa weit verbreitet. Im Norden reicht das Vorkommen bis nach Dänemark, Südschweden sowie nach Süd- und Ostengland. Im Südosten reicht das Verbreitungsgebiet über Kleinasien bis in den Kaukasus. In Nordafrika fehlt die Art. In Mitteleuropa kommen die Käfer nur in der Ebene, nicht montan vor.

## Lebensweise
Den typischen Lebensraum der Käfer bilden Steppen und Getreidefelder. Sowohl die Imagines als auch die Larven ernähren sich von Gräsern, zu denen auch Getreide zählen. Die Ernährung der hauptsächlich nacht- und dämmerungsaktiven Käfer ist überwiegend phytophag. Die Käfer erscheinen im Juni. Sie klettern die Grashalme hinauf und fressen an den Körnern. Ferner werden auch junge Wintersaatpflanzen gefressen. Im Sommer findet gewöhnlich eine Diapause statt. Die ebenfalls nachtaktiven Larven leben in Erdgängen. Ihre Nahrung besteht aus Getreideblättern, die sie in ihre Erdröhren ziehen. Die Larven und die Imagines der Elterngeneration überwintern. Früher galt die Käferart als ein Schädling, da sie in der Vergangenheit bei Massenauftreten zu Ernteverlusten führten. In den letzten Jahren ist sie jedoch immer seltener geworden und mittlerweile zum Teil vom Aussterben bedroht.

## Parasitoide
Die Raupenfliege Zaira cinerea gehört zu den natürlichen Feinden der Käfer. Sie legt ihre Eier auf dem Hinterleib der Käfer ab. Die geschlüpften Fliegenlarven ernähren sich als Endoparasitoide vom Hinterleib ihrer Wirte.